# Stylopallene dorsospinum
Stylopallene dorsospinum là một loài nhện biển trong họ Callipallenidae. Loài này thuộc chi Stylopallene. Stylopallene dorsospinum được miêu tả khoa học năm 1963 bởi Clark.